# 阿列克谢·德列耶夫
阿列克谢·谢尔盖耶维奇·德列耶夫（俄语：Алексей Сергеевич Дреев，1969年1月20日—），俄罗斯国际象棋棋手、特级大师。
德列耶夫是1983年、1984年国际象棋16岁组世界冠军，并于1988年获欧洲国际象棋青年冠军。1989年，他获得特级大师称号。他的最高等级分为2011年7月创下的2711分。